# Fatima Denton

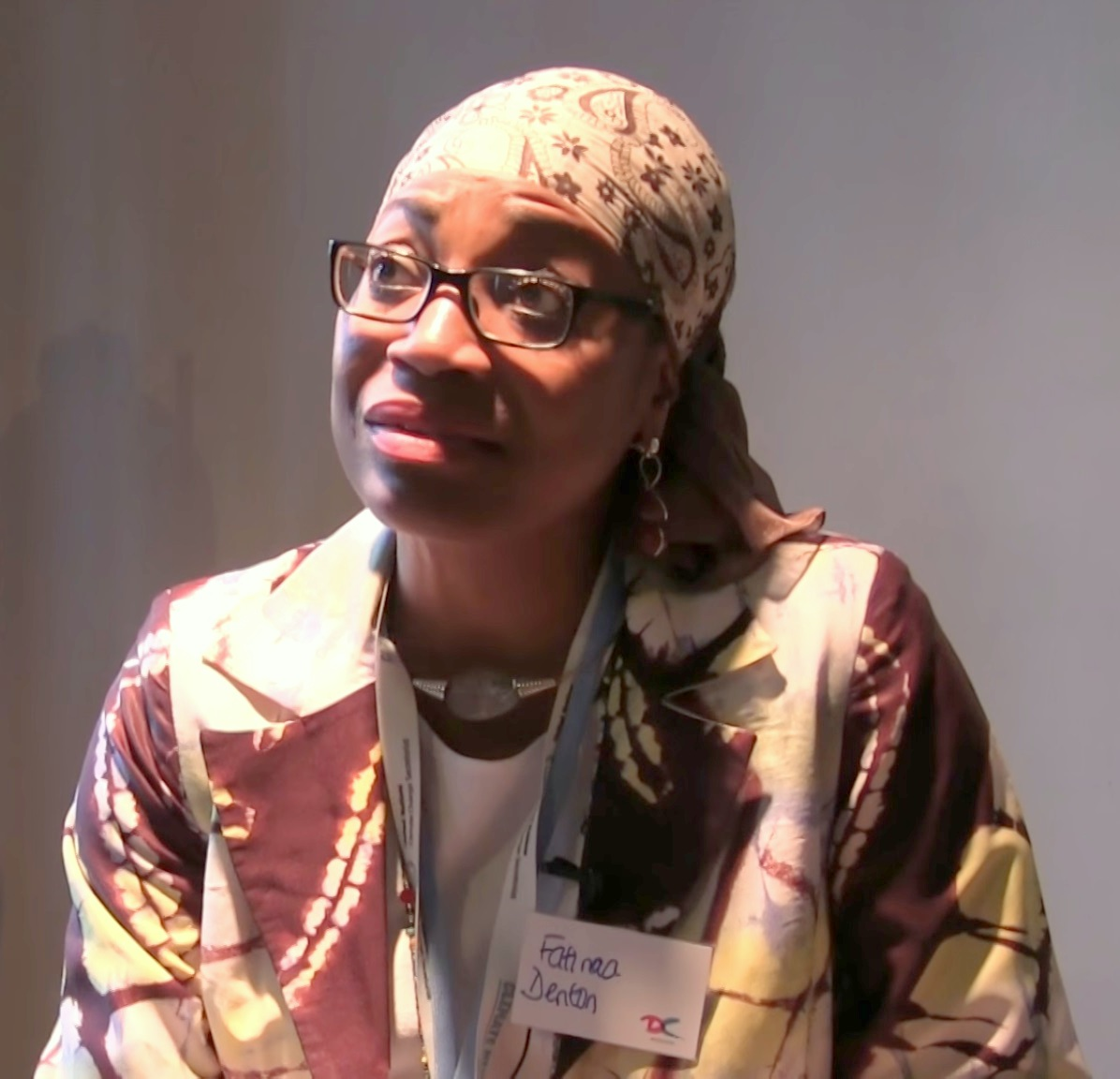
Fatima Denton, 2016

Fatima Denton (* August 1966 in Gambia) ist eine britisch-gambische Klimatologin.
Sie ist Direktorin der ghanaischen Niederlassung der Universität der Vereinten Nationen (UNU) am Institute for Natural Resources in Africa (UNU-INRA) in Accra.
Sie ist leitende Autorin des Fünften Sachstandsberichts des IPCC  (Arbeitsgruppe II), des Sechsten Sachstandsberichts des IPCC (Arbeitsgruppe III) und des Sonderberichts über Klimawandel und Landsysteme (SRCCL).

## Kindheit und Studium
Denton besuchte die Primar- und Sekundarschule in Banjul. Sie absolvierte ein breit gefächertes Grundstudium an der Université Cheikh Anta Diop de Dakar, Senegal (Geisteswissenschaften), der Universität der Franche-Comté in Besançon, Frankreich (Sprachwissenschaft und Dolmetschen), der Universität Paris IV (Geisteswissenschaften) und der École des Hautes Études Internationales et Politiques (HEIP) (Internationale Beziehungen). Sie promovierte in Politikwissenschaft und Entwicklungsforschung an der University of Birmingham.

## Karriere
Denton arbeitete 1999–2004 als politische Analystin und Projektkoordinatorin für das Energieprogramm von Enda Tiers Monde in Dakar, Senegal.:19
Denton arbeitete von 2004 bis 2006 als leitende Energieplanerin für das Umweltprogramm der Vereinten Nationen (UNEP) im Risø-Zentrum in Dänemark.
Denton kam 2006 zum International Development Research Centre (IDRC) in Kanada, wo sie eine führende Rolle bei Strategien afrikanischer Länder zur Anpassung an die globale Erwärmung spielte.
Sie war ab 2012 Koordinatorin des Afrikanischen Zentrums für Klimapolitik African Climate Policy Centre (ACPC) und 2013–2018 Direktorin der Abteilung für Sonderinitiativen bei der Wirtschaftskommission für Afrika der Vereinten Nationen (UNECA) in Addis Abeba, Äthiopien.
Denton sprach bei der Barbara-Ward-Vorlesung 2014 in der British Library in London und forderte politische Entscheidungsträger und Forscher auf, Afrika und seine Beziehung zum Klimawandel zu überdenken. Sie war eine der Rednerinnen auf dem Norman Borlaug International Symposium 2016, die einen landwirtschaftlichen Wandel in Afrika forderten.
2017 sprach sich Denton für Klimainformationsdienste und deren verstärkte Implementierung in die Politik afrikanischer Länder aus, um Armut und den negativen Auswirkungen des Klimawandels entgegenzuwirken.
Seit September 2018 ist Denton Direktorin der ghanaischen Niederlassung der Universität der Vereinten Nationen (UNU) am Institute for Natural Resources in Africa (UNU-INRA) in Accra, Ghana.
Im Juli 2023 wurde sie zur stellvertretenden Vorsitzenden der Arbeitsgruppe II des IPCC gewählt.